# Cothon

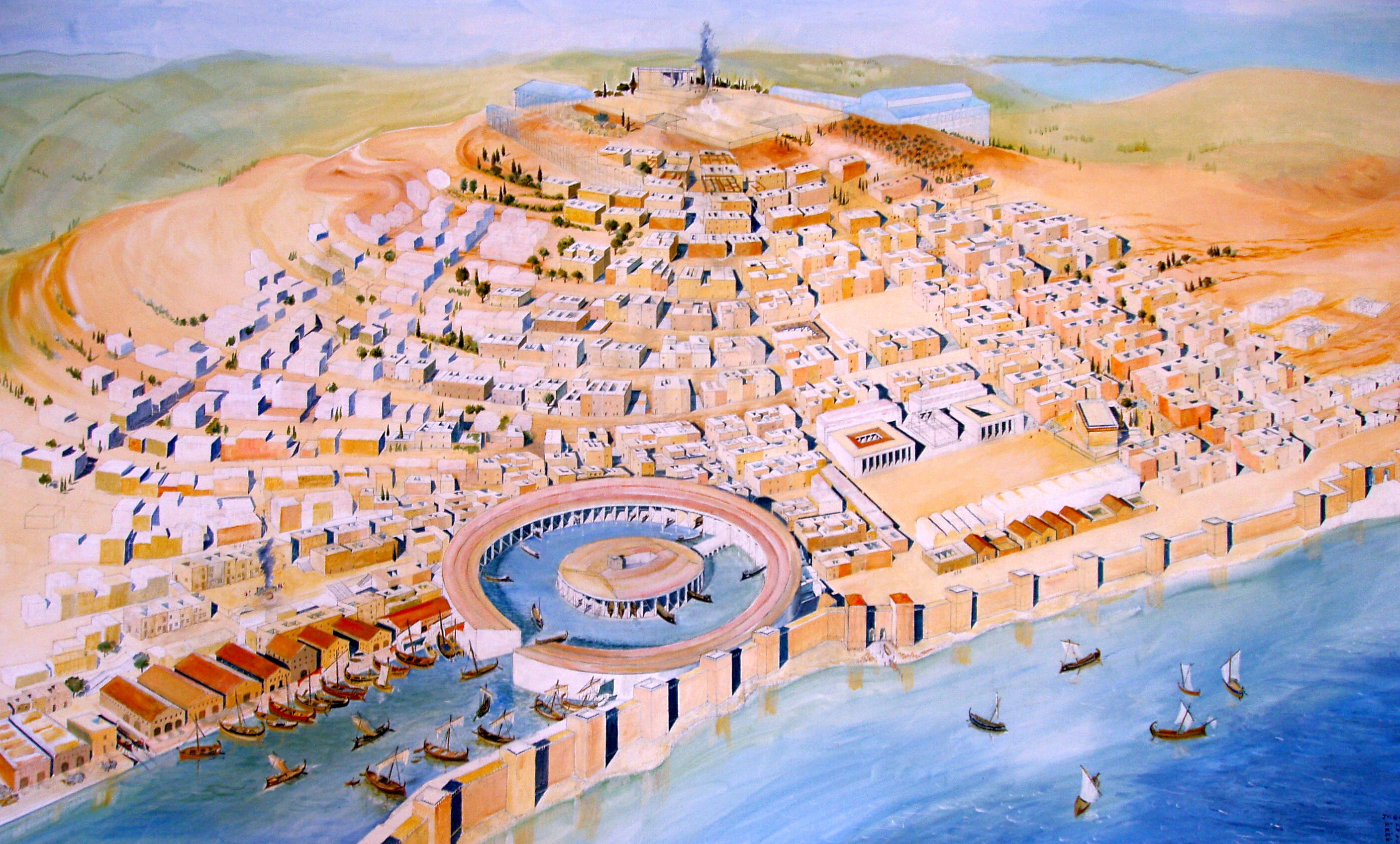
Reconstrucció de Cartago, amb el cothon comercial i el militar en primer pla.

Un cothon (del grec antic: κώθων) era un instal·lació portuària fenícia i púnica. Els cothons conservats són llacunes artificials excavades, connectades amb el mar per un canal. Durant l'edat antiga, el terme s'usava per referir-se específicament al port de la ciutat de Cartago, que presentava aquestes característiques.

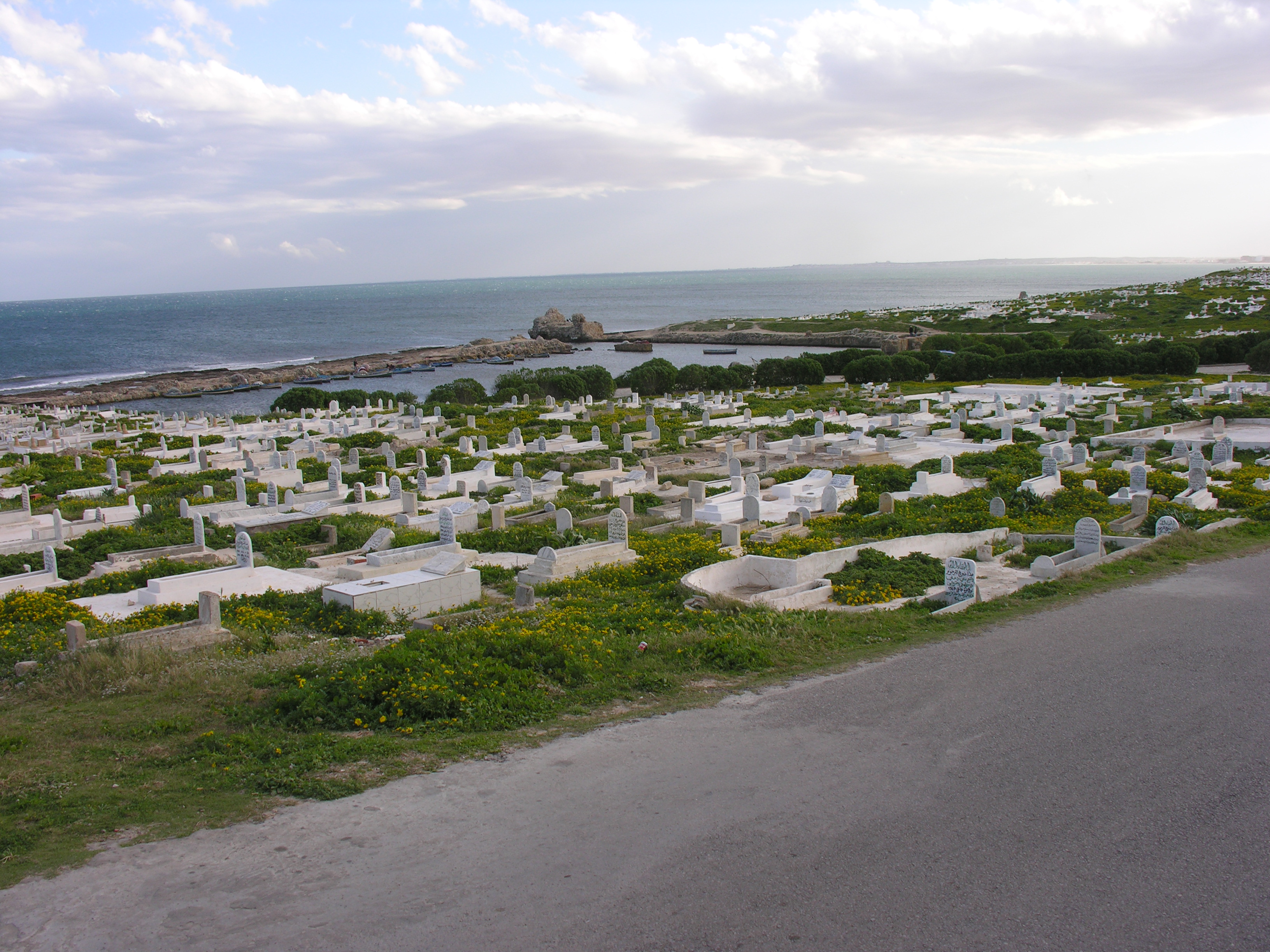
El cothon de Mahdia, darrere el cementiri marítim.

## Etimologia
Els experts en llengües semítiques han relacionat el terme «cothon» amb el terme qtn (‘petit’) o l'àrab qatta, que significa ‘tallar’.

## Exemples decothonsconservats

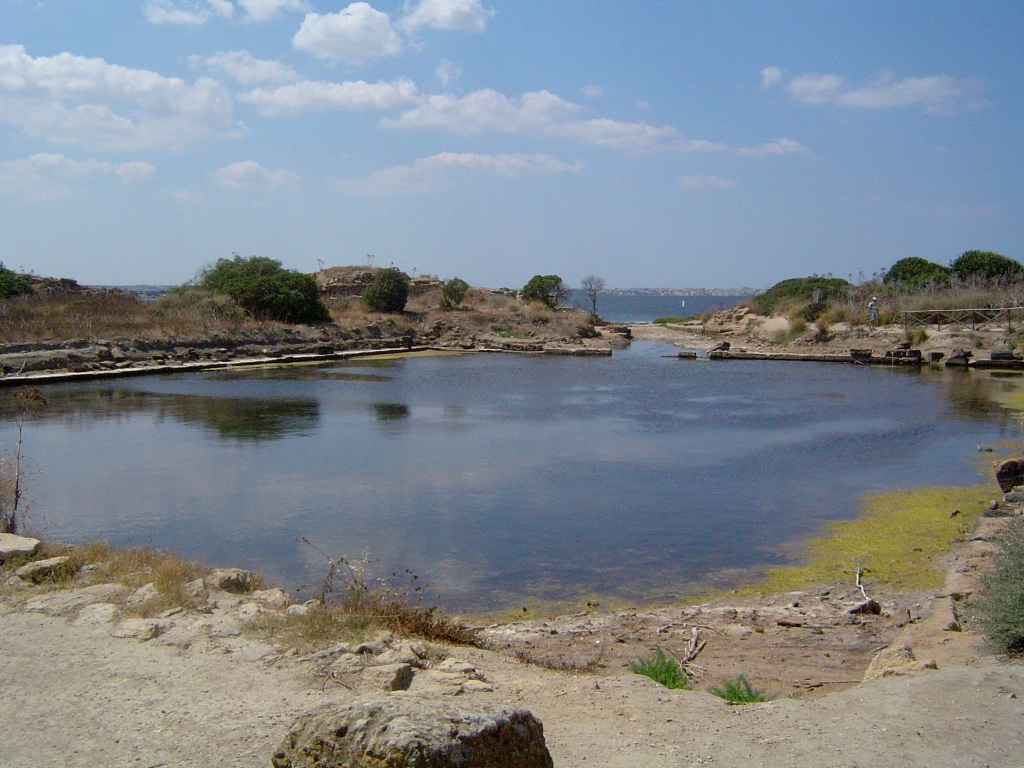
El cothon de Motia.

- El cothon de Cartago, en funcionament durant les guerres púniques, consistia en dues llacunes adjacents: la més exterior tenia forma rectangular i estava designada com a «port comercial», mentre que la més interior era circular i funcionava com a «port militar». L'àrea militar estava fortificada i envoltada de magatzems i drassanes, i servia per al manteniment de la flota cartaginesa. Al centre de la llacuna hi havia una illa amb més instal·lacions portuàries.[4]
- Mahdia: 72m x 56 m de grandària.
- Beni Saf
- Útica
- Mòtia: les seves dimensions eren 35m x 51 m. estava orientat conforme als punts cardinals. L'accés estava enfront de l'àrea sagrada. L'estela del tofet mostra l'esquema d'un portal amb un betil dins. En el costat nord hi ha una font d'aigua dolça. Segons la hipòtesi de Lorenzo Nigro, durant el solstici d'hivern i l'equinocci de primavera a 110° hi ha la constel·lació d'Orió (identificat amb l'antic déu Baal), per la qual cosa es pot suposar que va ser el Temple de Saturn (com a Nora), o el Temple de Eshmún (com a Dougga).